# Laarbeek
Laarbeek  è una municipalità dei Paesi Bassi di 21 599 abitanti situata nella provincia del Brabante Settentrionale.
Costituita nel 1997, il suo territorio deriva dalla fusione dei territori delle ex-municipalità di Beek en Donk, Aarle-Rixtel e Lieshout.